# IEEE Security and Privacy Magazine
IEEE Security and Privacy Magazine is een tijdschrift op het gebied van de informatiesystemen en software engineering. De naam wordt in literatuurverwijzingen meestal afgekort tot IEEE Secur. Priv. Het wordt uitgegeven door het Institute of Electrical and Electronics Engineers en verschijnt tweemaandelijks.